# Herzberg (Mark)
Herzberg (Mark) ist eine Gemeinde im Landkreis Ostprignitz-Ruppin in Brandenburg. Sie wird vom Amt Lindow (Mark) verwaltet.

## Geografie
Herzberg (Mark) liegt im östlichen Teil des Landkreises Ostprignitz-Ruppin zwischen Neuruppin und Kremmen. Es grenzt an die Ausläufer der Rhinluch-Landschaft.

## Gemeindegliederung
Zur Gemeinde gehört der Wohnplatz Birkenhof.

## Geschichte
In der Gegend von Herzberg gab es im 11. bis 12. Jahrhundert zwei slawische Siedlungen. Diese wurden mit Gründung von Herzberg aufgegeben. Erstmals erwähnt wurde Herzberg im Jahre 1365. Um 1490 gehörte Herzberg zur im Kern reichsunmittelbaren Herrschaft Ruppin der Grafen von Lindow-Ruppin. Der Name stammt aus dem niederdeutschen „herte“ für Hirsch und „berch“ für Berg. Im Dreißigjährigen Krieg wurden von 40 Höfen 14 zerstört. Im Jahre 1785 lebten hier 356 Einwohner, 1817 waren es 421 und 1858 806. Arbeit gab es in einer Ziegelei, die Mitte des 19. Jahrhunderts gebaut wurde. 1896 erhielt Herzberg einen Haltepunkt an der Löwenberg-Lindow-Rheinsberger Eisenbahn.
Herzberg gehörte seit dem 14. Jahrhundert zur Herrschaft Ruppin, seit 1524 zum Kreis Ruppin in der Mark Brandenburg und ab 1952 zum Kreis Neuruppin im DDR-Bezirk Potsdam. Seit 1993 liegt Herzberg im brandenburgischen Kreis Ostprignitz-Ruppin.

## Bevölkerungsentwicklung
| Jahr | Einwohner |
| ---- | --------- |
| 1875 | 869       |
| 1890 | 795       |
| 1910 | 768       |
| 1925 | 728       |
| 1933 | 767       |
| 1939 | 843       |

| Jahr | Einwohner |
| ---- | --------- |
| 1946 | 1 275     |
| 1950 | 1 266     |
| 1964 | 0 874     |
| 1971 | 0 855     |
| 1981 | 0 738     |
| 1985 | 0 729     |

| Jahr | Einwohner |
| ---- | --------- |
| 1990 | 700       |
| 1995 | 643       |
| 2000 | 699       |
| 2005 | 708       |
| 2010 | 660       |
| 2015 | 630       |

| Jahr | Einwohner |
| ---- | --------- |
| 2020 | 627       |
| 2021 | 671       |
| 2022 | 654       |
| 2023 | 645       |
| 2024 | 646       |

Gebietsstand des jeweiligen Jahres, Einwohnerzahl: Stand 31. Dezember (ab 1991), ab 2011 auf Basis des Zensus 2011, ab 2022 auf Basis des Zensus 2022

## Politik

### Gemeindevertretung
Die Gemeindevertretung von Herzberg besteht aus fünf Gemeindevertretern und der ehrenamtlichen Bürgermeisterin. Die Kommunalwahl am 26. Mai 2019 führte zu folgendem Ergebnis:
| Partei / Wählergruppe           | Stimmenanteil | Sitze |
| ------------------------------- | ------------- | ----- |
| Einzelbewerberin Michaela Wolff | 32,6 %        | –     |
| Einzelbewerber Lutz Dutzmann    | 19,2 %        | 1     |
| Einzelbewerber Lutz Engel       | 13,6 %        | 1     |
| Einzelbewerberin Dörthe Hering  | 13,3 %        | 1     |
| Einzelbewerber Alfred Bülten    | 12,0 %        | 1     |
| Einzelbewerberin Petra Sandow   | 09,3 %        | 1     |

Der Stimmenanteil von Michaela Wolff bei der Gemeindevertreterwahl entsprach drei Sitzen. Daher bleiben nach § 48 (6) des Brandenburgischen Kommunalwahlgesetzes zwei Sitze in der Gemeindevertretung unbesetzt.
Michaela Wolff kandidierte außerdem sowohl als Gemeindevertreterin als auch als Bürgermeisterin. Da sie die Wahl zur Bürgermeisterin annahm, bleibt nach § 60 (3) des Brandenburgischen Kommunalwahlgesetzes ihr Sitz in der Gemeindevertretung unbesetzt.

### Bürgermeisterin
- 1998–2008: Hans-Joachim Rößger[9]
- seit 2008: Michaela Wolff[10][11]

Wolff wurde in der Bürgermeisterwahl am 9. Juni 2024 ohne Gegenkandidatin mit 84,6 % der gültigen Stimmen für eine weitere Amtszeit von fünf Jahren zur ehrenamtlichen Bürgermeisterin wiedergewählt.

## Sehenswürdigkeiten
In der Liste der Baudenkmale in Herzberg (Mark) stehen die in der Denkmalliste des Landes Brandenburg eingetragenen Denkmäler.

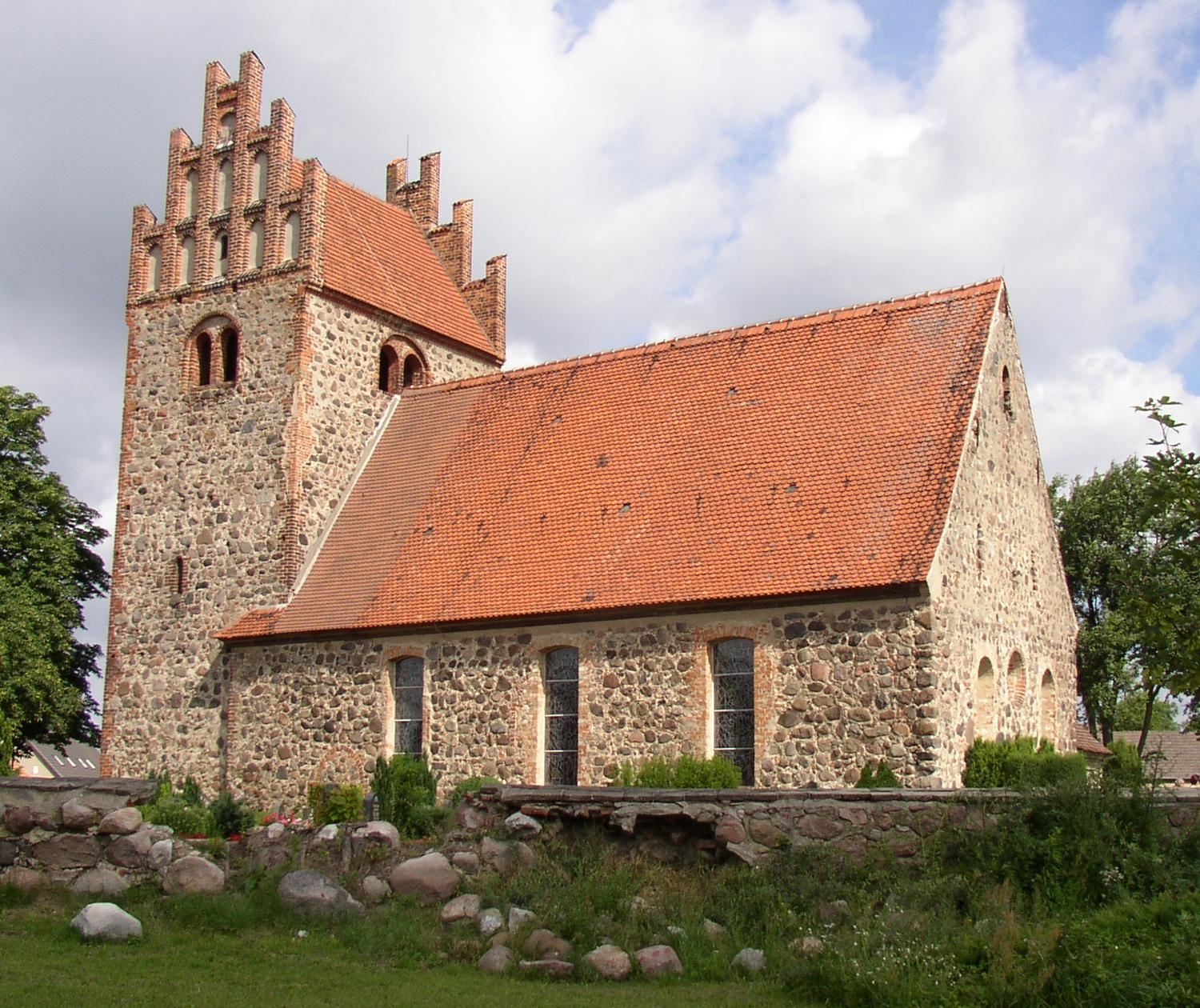
Kirche
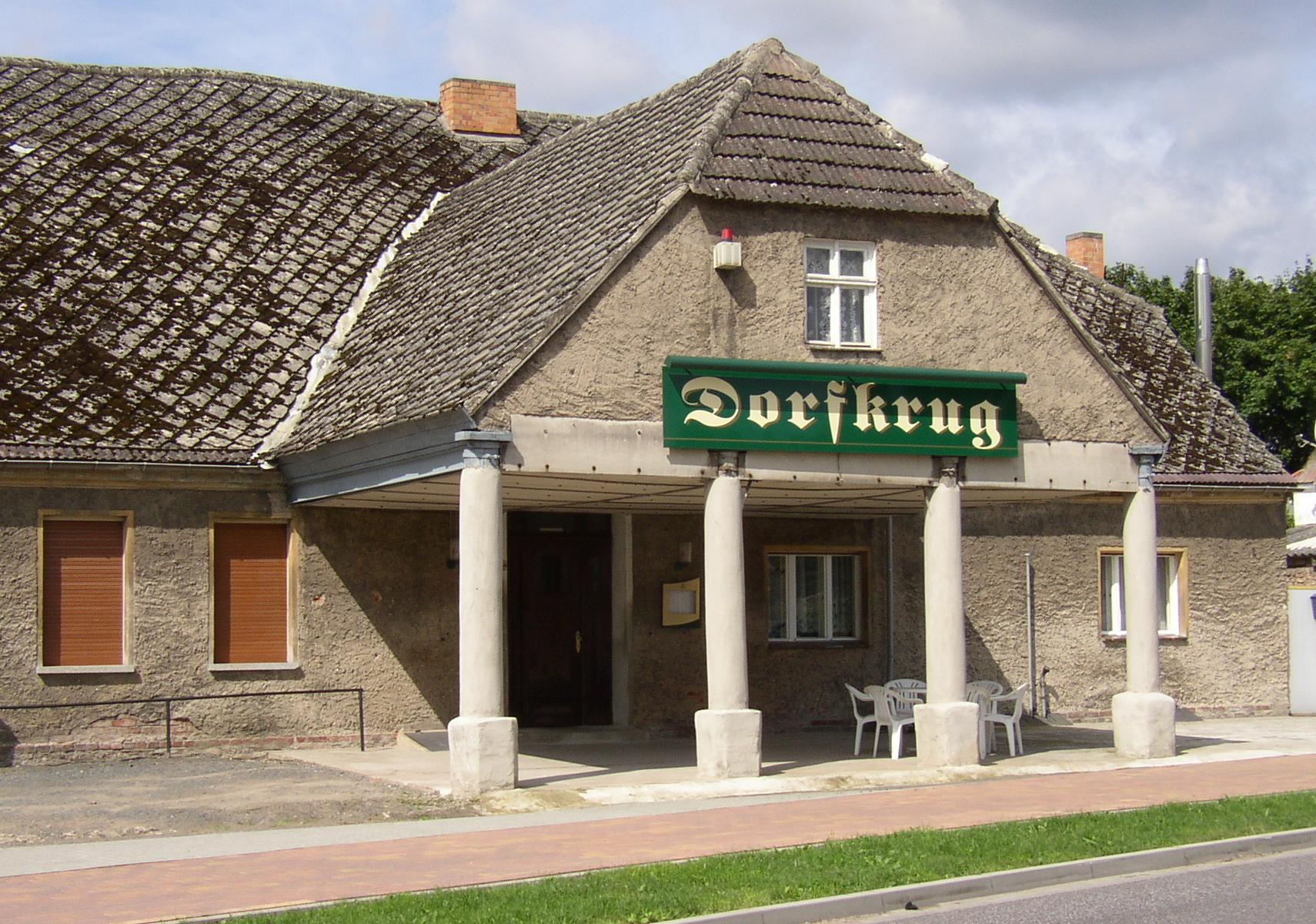
Vorlaubenhaus „Dorfkrug“

Die Dorfkirche aus dem 13. Jahrhundert steht am ältesten bebauten Platz von Herzberg und war früher eine Wehrkirche. Das Kirchhofsportal stammt aus dem 16. Jahrhundert. Die Kirche enthält eine doppelte Bemalung aus dem 14./15. Jahrhundert (teils freigelegt in den 1920er Jahren). Die Orgel stammt von Albert Hollenbach, einem berühmten Orgelbauer aus Neuruppin.
Geschichtsdenkmale

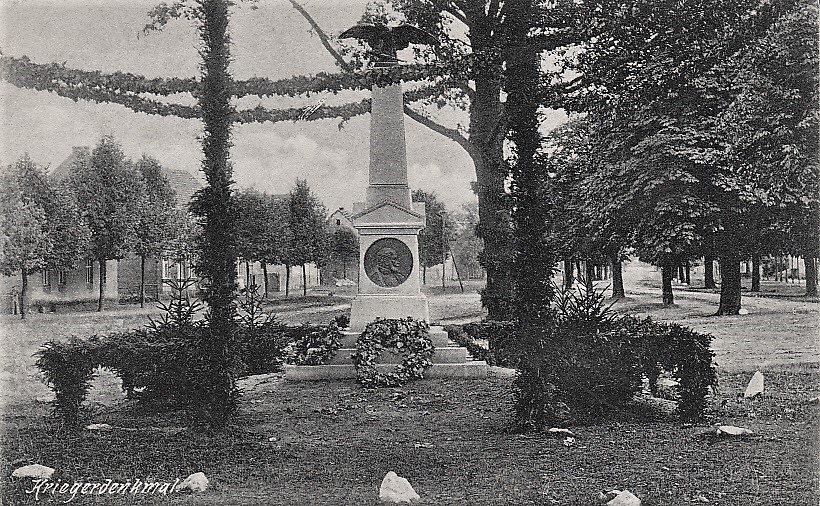

- Kriegerdenkmal für die Gefallenen der Einigungskriege, ursprünglich mit Reliefmedaillon Kaiser Wilhelms I. und einem Adler auf der Spitze des Obelisken. 
Seiner preußischen Attribute beraubt, steht der ruinöse Obelisk immer noch an seinem ursprünglichen Bestimmungsort inmitten eines Kreisverkehrs.
- Gedenkstein von 1946 für 19 Opfer des Todesmarsches aus dem KZ Sachsenhausen in der Nordwestecke des Friedhofes
- Denkmal, nach 1989 errichtet, für alle Opfer von Krieg und Gewaltherrschaft in der Friedhofsmitte

## Verkehr
Durch den Ort führen die Bundesstraße 167 von Neuruppin nach Eberswalde und die Landesstraße 19 von Lindow (Mark) nach Kremmen. Die nächstgelegene Autobahnanschlussstelle ist Neuruppin an der A 24.
Am Bahnhof Herzberg (Mark) hält die Regionalbahnlinie RB 54 (Löwenberg–Rheinsberg). Die Strecke wurde von 2008 bis 2018 nur noch im Sommerhalbjahr (Karfreitag bis Anfang November) betrieben. Probeweise erfolgt wieder ein ganzjähriger Betrieb.

## Persönlichkeiten
- Eberhard Klunker (* 1952), Gitarrist, geboren in Herzberg